# Australian Story
Australian Story è un programma televisivo australiano, in onda dal 29 maggio 1996 sulla ABC Television con cadenza settimanale.
Nella sua storia ventennale ha avuto come ospiti personalità australiane di fama e appartenenza molto diversa; ad esempio la scrittrice Hazel Hawke, l'allenatore di rugby Wayne Bennett, il primo premier donna del Paese Julia Gillard, il comico e presentatore Red Symons, l'attore William McInnes, l'ex-governatore generale Peter Hollingworth, il fondatore del marchio di moda Sass & bide, l'artista Van Rudd, il documentarista Steve Irwin, l'attrice e cantante Belinda Emmett. Sono stati ospitati anche personaggi meno in vista, come la sopravvissuta dell'Olocausto Sabina Wolanski, scelta a rappresentare tutte le vittime del massacro all'apertura del Memoriale per gli ebrei assassinati d'Europa.
Non c'è narrazione da parte di un reporter, tutte le storie sono raccontate direttamente dal protagonista della puntata e da altre persone che si presentano come suoi amici, famigliari, colleghi, critici. Lo scopo dichiarato del programma è presentare un vario e contrastante quadro dell'Australia contemporanea e dei suoi abitanti.